# Sophie de Renneville
Sophie de Senneterre, dite Sophie ou Madame Senneterre de Renneville ou seulement de Renneville, peut-être née à Caen en 1771 ou 1772 et morte à Paris le 16 octobre 1822, est une femme de lettres et journaliste féministe française.

## Biographie

### Jeunesse et famille
Sophie de Renneville naît peut-être à Caen en 1771 ou 1772. Selon l'historien Olivier Blanc, elle serait la fille de Sophie de Renneville — comédienne à la Comédie italienne sous le nom de Sophie Dufayel à partir de 1774 — et du marquis de La Ferté-Senecterre. Leur liaison pourrait avoir inspiré la pièce La Dot de Suzette, ou Histoire de Mme de Senneterre, racontée par elle-même de Joseph Fiévée, parue en 1798.
Certaines sources la disent mariée très jeune à un « M. de Renneville ».
Toutefois, il est à noter que si, comme elle l'a affirmé, Sophie Dufayel avait 14 ans à ses débuts en 1774, elle n'aurait eu que 12 ans environ au moment de sa grossesse. Par ailleurs, Sophie de Senneterre serait, selon son acte de décès, morte à 55 ans, ce qui la ferait naître vers 1767.

### Carrière
Pour soutenir sa famille ruinée, Sophie de Renneville publie à partir de 1800 un grand nombre d’ouvrages destinés à la jeunesse, dont certains sont traduits en anglais, comme Les Récréations d’Eugénie, ou en espagnol comme Le Petit Savinien.
Parallèlement à cette activité littéraire pour enfants, elle écrit des œuvres politiquement engagées et féministes.
Elle devient éditrice du périodique féministe l’Athénée des dames. Publié à partir de 1808, le journal s’oppose aux idées phallocratiques de la société de l'époque et fournit aux femmes un forum leur offrant des perspectives alternatives.
Sophie Senneterre de Renneville meurt, célibataire, le 16 octobre 1822 à Paris, en son domicile du 212, rue Saint-Jacques (ancien 12e arrondissement). Selon son acte de de décès, elle avait 55 ans. Elle a pour exécuteur testamentaire l'homme de lettres Jean-Bapiste Gouriet. La presse rapporte que l'écrivaine est morte d'une courte maladie inflammatoire, probablement la petite vérole.

## Œuvres
- L’École chrétienne, Paris, Thomine, 1800
- Stanislas, roi de Pologne, roman historique, suivi d’un abrégé de l’histoire de Pologne et de Lorraine, Paris, C. Villet, 1807
- Galerie des femmes vertueuses, ou Leçons de morale, à l’usage des demoiselles, Paris, Le Prieur, 1808
- Vie de Ste Clotilde, reine de France, femme du grand Clovis, suivie d’un Précis mêlé d’anecdotes, concernant les mœurs et coutumes des premiers siècles de la monarchie française, Paris, Villet, 1809
- Miss Lovely de Macclesfield, ou, Le domino noir, Paris, Mme Ve Lepetit, 1811
- La Mère gouvernante, ou Principes de politesse fondés sur les qualités du cœur, Paris, Belin-Le Prieur, 1812
- Correspondance de deux petites filles : ouvrage propre à former de bonne heure les enfans au style épistolaire, Paris, Belin Le Prieur, 1811
- Adèle & Justine, ou, Histoires d’une grand’ tante, Paris, Lavigne, 1812
- Conversations d’une petite fille avec sa poupée ; suivies de L’histoire de la poupée, Paris, Billois, 1813
- Les Deux éducations : ou, Le pouvoir de l’exemple, Paris, Eymery, 1813
- À bas la Cabale. Par un anonyme qui n’a jamais vu Buonaparte, Paris, Pierre Blanchard, 1814
- La Fée bienfaisante, ou, La mère ingénieuse, Paris, A. Eymery, 1814
- Le Réveil de Napoléon; ou, Les destins de la France accomplis, Paris, Delaunay, 1815
- Amusements de l’adolescence, ou, Lectures instructives et agréables à l’usage des deux sexes, Paris, Nepveu, 1815
- Le Petit Savinien, ou, Histoire d’un jeune orphelin, Paris, Genets jeune, 1815
- Les Récréations d’Eugénie, contes propres à former le cœur et à développer la raison des enfans, Paris, Genets jeune, 1815
- Contes à ma petite fille et à mon petit garçon : pour les amuser, leur former un bon cœur, et les corriger des petits défauts de leur âge, Paris, Saintin, 1817
- Parafaragaramus, ou, Croquignole et sa famille : folie dédiée aux écoliers, Paris, Ledoux et Tenré, 1817
- Polichinelle instituteur : sur le théâtre duquel on voit figurer Mlle Fanfreluche, Rustaud, Mr. Brise-Ménage, & a., & a., Paris, Genets, 1817
- Le Précepteur des enfans, ou Livre du second âge, dédié aux pères et mères de famille; contenant, en abrégé, les articles qui suivant: religion, Ancien Testament, grammaire, sphère, géographie, troisième race des rois de France; quadrupèdes, mythologie, et des contes, Paris, Ledoux et Tenré, 1818
- Lettres d’Octavie, jeune pensionnaire de la maison de Saint-Clair : ou, Essai sur l’éducation des demoiselles, Paris, Villet, 1818
- Les Aventures de Télamon ou, Les Athéniens sous la monarchie, Paris, Villet, 1819
- Éducation par l’histoire, ou école des jeunes gens : contenant des modèles de toutes les vertus du premier ordre, pris parmi les français de différentes classes ; extraits des ouvrages de Rollin, Bossuet, Fénélon, l’abbé Barthélemy, et autres auteurs célèbres, Paris, Genets jeune, 1820
- Le Conteur moraliste : ou, Le bonheur par la vertu. Contes, Paris, Belin-Leprieur, 1820
- Le Retour des vendanges ; contes moraux et instructifs à la portée des enfants de différents ages, Paris, chez Genets jeune, libraire, 14 rue Dauphine, 1820
- Les Fagots de monsieur Croque-Mitaine : contes pour les petits enfants, Paris, Genets, 1821
- Mythologie de la jeunesse. Ornée d’un grand nombre de gravures, Paris, Bellavoine 1822
- Nouvelle Mythologie du jeune âge, Paris, Genets Jeune, 1822
- Palmyre; ou, L’Éducation de l’Expérience, Paris, Parmentier, 1823
- Beautés de l’histoire du jeune âge : ouvrage propre à inspirer aux jeunes gens l’amour de leur devoir et de toutes les vertus, Paris, Thierot et Berlin, 1823
- Galerie des jeunes vierges, ou, Modèle des vertus qui assurent le bonheur des femmes : ouvrage destiné aux jeunes personnes de tous les états : où l’on prouve, par des exemples, qu’un cœur pur est le premier des biens : qu’il est le garant de toutes les vertus chrétiennes et des qualités sociales : que l’innocence de mœurs appelée sagesse fait la bonne fille, l’épouse respectable, ainsi que la bonne mère : qu’enfin, elle assure aux femmes des jours heureux jusque dans la vieillesse la plus avancée, Paris, Thiérot et Belin, 1824
- Le Livre des enfants laborieux ; ou, petits tableaux des principales connaissances mises à la portée des enfants : suivis de fables et de petits contes amusans et instructifs, Paris, A. Eymery, 1824
- Le Petit Philippe, ou, l’Émulation excitée par l’amour filial, Paris, Brianchon, 1824
- Les Espiègleries de l’enfance : ou, L’indulgence maternelle. Contes et historiettes propres à être donnés aux enfans de l’âge de six à huit ans, Paris, Nadau, 1824
- Biographie des femmes illustres : de Rome, de la Grèce et du Bas-Empire, Paris, Parmantier, 1825
- Contes pour les enfans de cinq à six ans, Paris, Blanchard, 1829
- Coutumes gauloises : ou, origines curieuses et peu connues de la plupart de nos usages, Paris, Lavigne, 1834
- Justin, ou Le petit Auvergnat, suivi de quelques contes ornés de figures à Paris, Lavigne Libraire, Quai des Augustins, 1834.
- Récréations instructives et amusantes, ou, Choix d’historiettes morales tirées des ouvrages de Mesdames de Choiseul, de Renneville, Jauffret et al., à l’usage de la jeunesse, Philadelphie, H. Perkins, 1835
- Le Livre du second âge, dédié aux pères et mères de famille ; contenant, en abrégé, les articles qui suivent: religion, ancien testament, sphère, géographie, troisième race des rois de France, quadrupèdes, mythologie, et des contes, Paris, Lavigne, 1836
- Antony, ou La conscience : suivi de petites histoires morales et instructives, Paris, Lavigne, 1838
- Veillées d’hiver, Lyon, Gilbertson et Brun, 1840
- Les Enfants de quinze ans, Paris, Lebailly, 1842
- Les Bons Petits Enfants, contes et dialogues pour le jeune âge, Limoges, Ardant, 1882

## Sources
- Inventaire après décès : Senneterre de Renneville, Sophie. Saint-Jacques (rue), n° 212, Pierrefitte, Archives nationales, coll. « Minutes et répertoires du notaire Thomas Caigné-Desouches, 16 août 1794 - 10 octobre 1823 (étude XLIII) » (no Cotes : MC/ET/XLIII/730) (lire en ligne)